# Tropicana Las Vegas
Tropicana Las Vegas är både ett kasino och ett hotell som ligger utmed gatan The Strip i Paradise, Nevada i USA. Den ägs och drivs av Penn National Gaming. Hotellet har totalt 1 467 hotellrum och drivs av Doubletree by Hilton (marknadsfört som DoubleTree by Hilton), dotterbolag till den globala hotelloperatören Hilton Worldwide.

## Historik
1955 köpte affärsmannen Ben Jaffe nästan 16,2 hektar stor tomt i syfte att uppföra ett kasino och ett hotell. Samma år inleddes byggandet av Tropicana, som då skulle ha ett kubanskt tema. Den stod klar i april 1957, dock både över budget och försenad på grund av konkurrens om arbetskraften från Stardust Resort & Casino som också byggdes samtidigt. Jaffe leasade ut driften av kasinot till en som hette Phil Kastel, delstaten Nevadas spelkommission Nevada Gaming Control Board misstänkte att Kastel hade kopplingar till organiserad brottslighet och Tropicanas speltillstånd hamnade under luppen. Kastels kopplingar till organiserad brottslighet bekräftades i maj när New York-polisen gick igenom Frank Costellos ägodelar efter ett attentatförsök mot honom, som var då maffiabossen för familjen Genovese, och upptäckte att han hade uppgifter från Tropicanas bokslut på sig. Efter denna klavertramp från Jaffe så leasade han ut driften till ett mer säkrare kort i J. Kell Housells som ägde kasinot Las Vegas Club. 1959 köpte Housells ut Jaffe från kasinot och 50% av tomten. 1961 invigde man Tropicana Country Club, en golfbana på 51 hektar och låg tvärs över The Strip från Tropicana.
Det var hård konkurrens bland kasinonen i Las Vegas på 1970-talet, Tropicana kände framförallt det från Caesars Palace och Las Vegas Hilton, som hade uppförts i slutet av 1960-talet. 1968 sålde Houssels kasinot och sin del av tomten till flygbolaget Trans-Texas Airways, de skickade vidare ägandet till Minnesota-baserade affärsmannen Deil Gustafson 1972. Gustafson ville expandera Tropicana men drabbades dock av ekonomiska problem och 1974 lät han bröderna Edward och Fred Doumani köpa hans del av tomten för $1 miljon samt ta över den dagliga driften av kasinot. Året efter köpte Mitzi Stauffer Briggs, ingick i släkten som ägde kemiföretaget Stauffer Chemical Company, en majoritetsaktiepost i Tropicana och drog igång en utbyggnad av kasinot, ett 22 våningar högt höghus skulle uppföras i anslutning till Tropicana. 1978 utsattes Tropicana för grov förskingring på grund av att man lät en som hette Joe Agosto leda växelkassorna, där spelarna växlar pengar mot spelmarker och vice versa, han hade kopplingar till maffiafamiljen Civella i Kansas City i Missouri. Året efter blev detta avslöjad av USA:s federala polismyndighet Federal Bureau of Investigation (FBI) när de utredde maffiakopplingar till kasinonen i Las Vegas. Ägarna Stauffer Briggs och Gustafson riskerade åtal och därmed även mista sina spellicenser i Nevada eftersom man såg mellan fingrarna och visste att Agosto hade ingen licens att leda växelkassorna samt att Gustafson misstänktes manipulera med aktier i företag. Detta ledde till att ägarna var tvungna att sälja Tropicana. I december 1979 fick kasinot nya ägare i hotelloperatören Ramada Inns och som även tog över Doumanis del i själva tomten.
1986 blev Tropicana utbyggt igen när ett till höghus uppfördes, den här gången med 21 våningar. 1989 beslutade Ramada att knoppa av sin division för hasardspel, som fick namnet Aztar Corporation och Tropicana blev överförd till just Aztar. 1990 sålde Tropicana sin golfbana till MGM Grand Inc. för att det skulle vara en del av tomten för det nya kasinot MGM Grand Las Vegas. 2002 köpte Aztar de resterande 50% av tomten från släkten Jaffe för $117,5 miljoner. I januari 2007 blev Aztar uppköpta av Columbia Sussex för $2,75 miljarder och Columbia meddelade på direkten att Tropicana skulle renoveras för $2 miljarder och skulle bli klart 2010. Det som skulle göras är att utöka antalet hotellrum till 10 000, spelytan för hasardspel skulle bli 9 300 kvadratmeter (m2) och över 19 000 m2 för shopping, det hade gjort Tropicana till största hotellet på The Strip. Bara några månader senare slog den globala finanskrisen med full kraft, det planerade renoveringen blev uppskjuten och under 2008 avbrutet på grund av Columbias division för hasardspel gick i konkurs. I juli 2009 blev företaget uppköpta av deras fordringsägare med riskkapitalbolaget Onex Corporation i spetsen. De delar av Columbias division för hasardspel som klarade sig från konkursen bildade ett nytt bolag under namnet Tropicana Entertainment och under ledarskap av affärsmannen Carl Icahn. Det nya företaget helt sonikt stämde kasinot på royalties på grund av att kasinot använde Tropicana som namn, företaget och kasinot kom överens i en förlikning där kasinot får använda sig av namnet i Las Vegas utan att behöva betala några royalites. I augusti 2009 meddelade kasinot att man skulle göra en renovering till ett värde av $165 miljoner och att man skulle få ett nytt tema inspirerat av South Beach, ett område i Miami Beach i Florida, renoveringen skulle göras i etapper mellan 2009 och 2011. Den 9 november 2010 rev de det norra höghuset, det var det höghus som uppfördes 1957 och äldsta byggnaden på tomten, dock blev den inte ersatt av ett nytt höghus utan man byggde istället en till entré till huvudbyggnaden och fler parkeringsplatser anlades. Den 26 oktober 2012 meddelade Tropicana och Hilton Worldwide att Hiltons dotterbolag Doubletree by Hilton skulle driva kasinots hotellverksamhet. I augusti 2015 köpte kasinooperatören Penn National Gaming Tropicana för $360 miljoner. Tropicana stänger den 2 april 2024, för rivning i slutet av 2024, vilket ger plats för den nya basebollstadion i Las Vegas.